# 殷孚
殷孚，刘宋大臣，陈郡长平人。殷融玄孙，殷淳之子。
殷孚有父风。曾经与侍中何勖一起吃饭，殷孚吃干净，何勖说：“益殷莼羹。”何勖是何無忌的儿子。殷孚搁下筷子说：“何无忌讳。”宋孝武帝大明末年，为始兴相。前废帝刘子业死后，明帝刘彧即位。邓琬拥立劉子勛为帝。邓琬征始兴相殷孚为御史中丞，殷孚率兵一万至寻阳助军刘子勋，留下郡五官掾谭伯初知郡事。萧赜避屯揭阳山，聚众至三千人。士人刘嗣祖等斩杀谭伯初，据郡归附明帝。邓琬任命中护军殷孚为豫章郡太守，总管赣江上游五个郡，防御刘袭等。刘子勋败后，十月，豫章太守殷孚和徐州刺史薛安都、益州刺史蕭惠開、梁州刺史柳元怙、兖州刺史畢眾敬、汝南太守常珍奇，都派使节请求归降。殷孚最后官至尚书吏部郎，顺帝抚军长史。其子殷臻，字后同，袁粲、褚淵赏识他。每次参加二人的宴席，都要清谈的天黑。王俭为丹阳尹，引殷臻为郡丞。袁昂拜秘书丞，求殷臻为他写到省表。殷臻没给他写。官至太子洗马。